# 2012年ロンドンオリンピックの韓国選手団
2012年ロンドンオリンピックの韓国選手団（2012ねんロンドンオリンピックのかんこくせんしゅだん）は、2012年7月27日から8月12日にかけてイギリスの首都ロンドンで開催された2012年ロンドンオリンピックの韓国選手団、およびその競技結果。

## 概要
今大会は金メダル13個、銀メダル9個、銅メダル9個の合計31個のメダルを獲得した。金メダル獲得数は2008年北京オリンピックに並ぶタイ記録。
アーチェリーでは、全4種目でメダルを受賞した。
フェンシング女子エペ個人準決勝で、申雅嵐がドイツのブリッタ・ハイデマンとの対戦で誤審が発生した。韓国側は国際オリンピック委員会に審判と時間計測員のミスを抗議して「共同銀メダル」の授与を求めたが、認められなかった。また、国際フェンシング連盟への再審要請も棄却されたが、国際フェンシング連盟は誤審を認め替わりに申に特別メダルを贈ることを提案したが、申側は拒否した。
サッカーでは銅メダルを獲得したが、3位決定戦で日本に勝利した後、朴鍾佑が「独島（竹島の韓国名）はわれわれの領土」と韓国語で書かれたメッセージを掲げるという行為を行った。これはオリンピック憲章が禁じる政治的主張に当たるため、国際オリンピック委員会は調査に乗り出した。同時に朴には表彰式に出席しないよう要請し、銅メダルの授与を保留した。ジャック・ロゲIOC会長は中央日報によるインタビューで、この行為は禁止された政治的表現であるという見解を示した。2013年になりIOCは、銅メダルを朴鍾佑に与えることを明らかにした。

## メダル
| メダル | 選手名 | 競技                 | 種目                             | 日付（現地） |
| ------ | --- | -------------------- | -------------------------------- | ------------ |
| 金     | 梁鶴善 | 体操                 | 男子跳馬                         | 8月06日      |
| 金     | 金炫雨 | レスリング           | 男子グレコローマンスタイル66kg級 | 8月07日      |
| 金     | 具本佶 金政煥 元禹寧 呉恩錫                                                                                                   | フェンシング         | 男子サーブル団体                 | 8月03日      |
| 金     | 金志姸 | フェンシング         | 女子サーブル個人                 | 8月01日      |
| 金     | 金宰範 | 柔道                 | 男子81kg級                       | 7月31日      |
| 金     | 宋大南 | 柔道                 | 男子90kg級                       | 8月01日      |
| 金     | 秦鍾午 | 射撃                 | 男子10mエアピストル              | 7月28日      |
| 金     | 秦鍾午 | 射撃                 | 男子50mピストル                  | 8月05日      |
| 金     | 金牆美 | 射撃                 | 女子25mエアピストル              | 8月01日      |
| 金     | 呉真爀 | アーチェリー         | 男子個人                         | 8月03日      |
| 金     | 奇甫倍 | アーチェリー         | 女子個人                         | 8月02日      |
| 金     | 李成震 崔玄姝 奇甫倍 | アーチェリー         | 女子団体                         | 7月29日      |
| 金     | 黄敬善 | テコンドー           | 女子67kg級                       | 8月10日      |
| 銀     | 朴泰桓 | 競泳                 | 男子200m自由形                   | 7月30日      |
| 銀     | 朴泰桓 | 競泳                 | 男子400m自由形                   | 7月28日      |
| 銀     | 韓淳喆 | ボクシング           | 男子ライト級                     | 8月12日      |
| 銀     | 金珉在 | ウエイトリフティング | 男子94kg級                       | 8月04日      |
| 銀     | 朱世赫 呉尚垠 柳承敏 | 卓球                 | 男子団体                         | 8月08日      |
| 銀     | 崔仁貞 鄭孝正 申雅嵐 崔恩淑                                                                                                   | フェンシング         | 女子エペ団体                     | 8月04日      |
| 銀     | 崔永来 | 射撃                 | 男子50mピストル                  | 8月05日      |
| 銀     | 金宗玄 | 射撃                 | 男子50mライフル3姿勢             | 8月06日      |
| 銀     | 李大勲 | テコンドー           | 男子58kg級                       | 8月08日      |
| 銅     | 鄭成龍 呉宰碩 尹錫榮 金英權 金基熙 奇誠庸 金甫炅 白星東 池東沅 朴主永 南泰煕 黄錫鎬 具滋哲 金昌洙 朴鍾佑 鄭又榮 金賢聖 李範永 | サッカー             | 男子                             | 8月10日      |
| 銅     | 張美蘭 | ウエイトリフティング | 女子75kg超級                     | 8月05日      |
| 銅     | 鄭真善 | フェンシング         | 男子エペ個人                     | 8月01日      |
| 銅     | 崔秉哲 | フェンシング         | 男子フルーレ個人                 | 7月31日      |
| 銅     | 全希淑 鄭吉玉 南賢喜 呉荷娜                                                                                                   | フェンシング         | 女子フルーレ団体                 | 8月02日      |
| 銅     | 曺準好 | 柔道                 | 男子66kg級                       | 7月29日      |
| 銅     | 鄭在成 李龍大 | バドミントン         | 男子ダブルス                     | 8月05日      |
| 銅     | 林東賢 金法旼 呉真爀 | アーチェリー         | 男子団体                         | 7月28日      |
| 銅     | 全商ギュン | ウエイトリフティング | 男子105kg超級                    | 8月07日      |

## 競技別メダル獲得数
| 競技                 |    |   |   | 計 |
| -------------------- | -- | - | - | -- |
| 射撃                 | 3  | 2 | 0 | 5  |
| アーチェリー         | 3  | 0 | 1 | 4  |
| フェンシング         | 2  | 1 | 3 | 6  |
| 柔道                 | 2  | 0 | 1 | 3  |
| テコンドー           | 1  | 1 | 0 | 2  |
| 体操                 | 1  | 0 | 0 | 1  |
| レスリング           | 1  | 0 | 0 | 1  |
| 競泳                 | 0  | 2 | 0 | 2  |
| ウエイトリフティング | 0  | 1 | 2 | 3  |
| ボクシング           | 0  | 1 | 0 | 1  |
| 卓球                 | 0  | 1 | 0 | 1  |
| バドミントン         | 0  | 0 | 1 | 1  |
| サッカー             | 0  | 0 | 1 | 1  |
| 計                   | 13 | 9 | 9 | 31 |